# Anaea
Anaea är ett släkte av fjärilar. Anaea ingår i familjen praktfjärilar.

## Bildgalleri

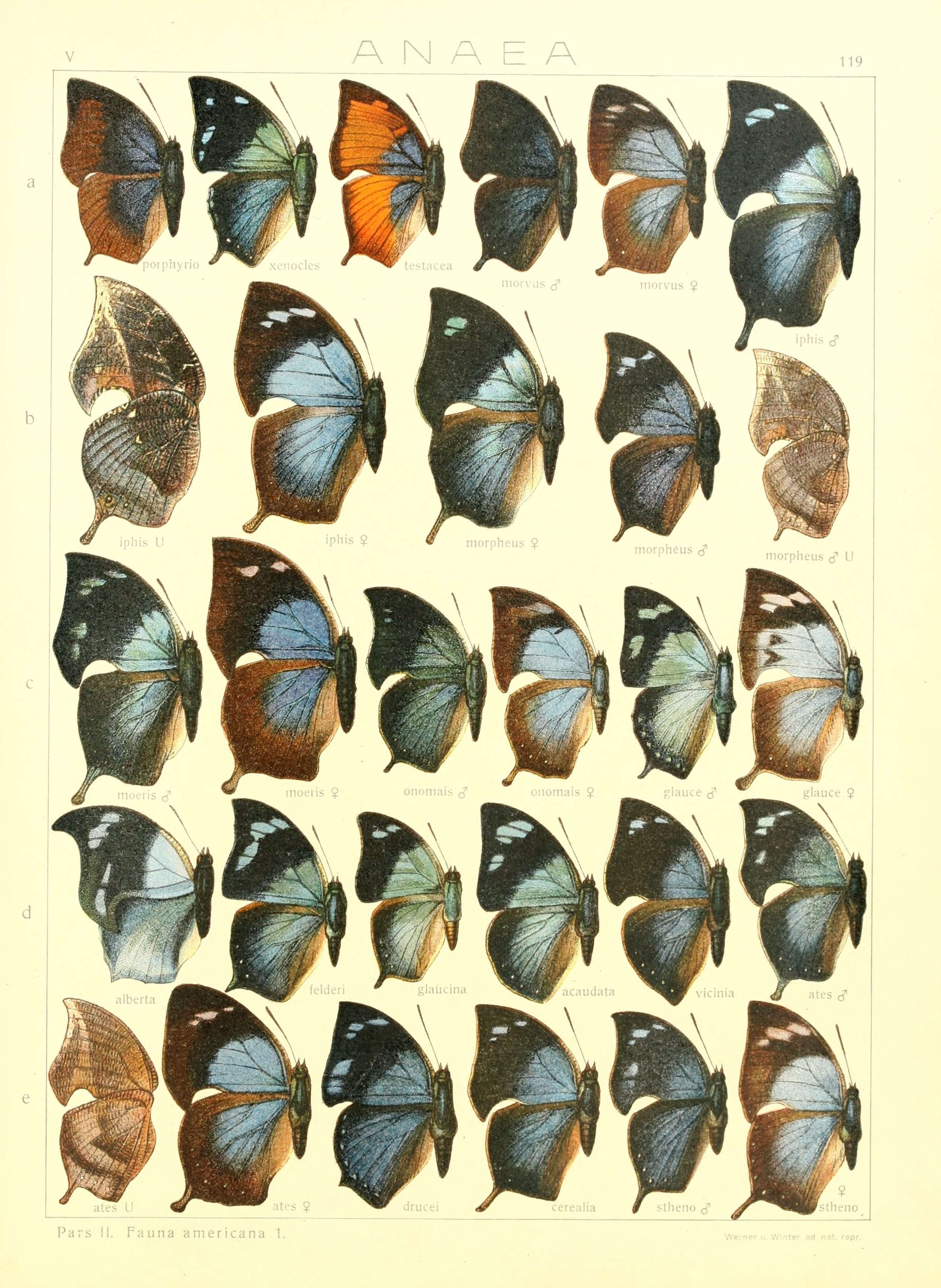

## Dottertaxa tillAnaea, i alfabetisk ordning[1]
- Anaea acaudata
- Anaea acidalia
- Anaea ada
- Anaea agathon
- Anaea aidea
- Anaea alberta
- Anaea albidiscalis
- Anaea albomaculata
- Anaea ambrosia
- Anaea amenophis
- Anaea anassa
- Anaea anceps
- Anaea andria
- Anaea andriaesta
- Anaea angustifascia
- Anaea anna
- Anaea apicalis
- Anaea appiades
- Anaea appias
- Anaea appiciata
- Anaea arachne
- Anaea arginussa
- Anaea astianax
- Anaea astina
- Anaea ates
- Anaea aulica
- Anaea aureola
- Anaea balboa
- Anaea basilia
- Anaea beatrix
- Anaea bertha
- Anaea betillina
- Anaea boliviana
- Anaea borinquenalis
- Anaea brunnea
- Anaea callidryas
- Anaea cambyses
- Anaea catinka
- Anaea caucana
- Anaea caudata
- Anaea centaurus
- Anaea centralis
- Anaea cerealia
- Anaea chaeronea
- Anaea charinea
- Anaea chlorophila
- Anaea chrysophana
- Anaea cicla
- Anaea clara
- Anaea cleodice
- Anaea cleomestra
- Anaea cluvia
- Anaea concolor
- Anaea confusa
- Anaea corita
- Anaea cratais
- Anaea cubana
- Anaea cycloptera
- Anaea daguana
- Anaea demaculata
- Anaea dia
- Anaea didea
- Anaea discophora
- Anaea divina
- Anaea dominicana
- Anaea douglasi
- Anaea drucei
- Anaea ecuadoralis
- Anaea elara
- Anaea electra
- Anaea elegans
- Anaea elina
- Anaea elzunia
- Anaea eribotes
- Anaea erythema
- Anaea eubaena
- Anaea euryple
- Anaea excellens
- Anaea falcata
- Anaea fassli
- Anaea felderi
- Anaea fisilis
- Anaea flora
- Anaea floraesta
- Anaea floridalis
- Anaea floridus
- Anaea florita
- Anaea forreri
- Anaea fumata
- Anaea genini
- Anaea glanzi
- Anaea glauce
- Anaea glaucina
- Anaea glaucone
- Anaea glycerium
- Anaea grandis
- Anaea gudrum
- Anaea halice
- Anaea halli
- Anaea hauxwelli
- Anaea hedemanni
- Anaea helie
- Anaea herbacea
- Anaea hirta
- Anaea hypermnestra
- Anaea indigotica
- Anaea infantilis
- Anaea iphimedes
- Anaea jansoni
- Anaea jansonica
- Anaea johnsoni
- Anaea kingi
- Anaea krugeri
- Anaea lankesteri
- Anaea laticincta
- Anaea laura
- Anaea lelargei
- Anaea lemnos
- Anaea leonida
- Anaea leuctra
- Anaea lina
- Anaea lineata
- Anaea lorna
- Anaea luciana
- Anaea luciplena
- Anaea ludmilla
- Anaea lyceus
- Anaea lynceus
- Anaea maculata
- Anaea magdalena
- Anaea margarita
- Anaea marginalis
- Anaea martinezi
- Anaea mayi
- Anaea memphis
- Anaea mineae
- Anaea minor
- Anaea miranda
- Anaea moeris
- Anaea montana
- Anaea mora
- Anaea moretta
- Anaea morrissoni
- Anaea morta
- Anaea neidhoeferi
- Anaea nenia
- Anaea nesea
- Anaea nessus
- Anaea nobilis
- Anaea oblita
- Anaea octavius
- Anaea oenomaiis
- Anaea offa
- Anaea onophides
- Anaea onophis
- Anaea opalina
- Anaea ops
- Anaea ornata
- Anaea orthesia
- Anaea otrere
- Anaea panariste
- Anaea pandrosa
- Anaea pasibula
- Anaea patma
- Anaea pedile
- Anaea peralta
- Anaea perenna
- Anaea peruviana
- Anaea phantes
- Anaea phidile
- Anaea phila
- Anaea philumena
- Anaea phoebe
- Anaea pithyusa
- Anaea placida
- Anaea pleione
- Anaea polycarmes
- Anaea polyxena
- Anaea polyxo
- Anaea porphyrion
- Anaea portia
- Anaea praxias
- Anaea promenaea
- Anaea proserpina
- Anaea psammis
- Anaea punctimarginale
- Anaea pyrrhothea
- Anaea rayoensis
- Anaea reducta
- Anaea romilda
- Anaea rosae
- Anaea rutilans
- Anaea ryphea
- Anaea salvinii
- Anaea schausiana
- Anaea sosippus
- Anaea stheno
- Anaea strymon
- Anaea subbrunnescens
- Anaea submarginalis
- Anaea suprema
- Anaea tehuana
- Anaea tempe
- Anaea testacea
- Anaea threnodion
- Anaea titan
- Anaea troglodyta
- Anaea tuoma
- Anaea tyrianthina
- Anaea uzita
- Anaea wellingi
- Anaea venezuelana
- Anaea verticordia
- Anaea vestina
- Anaea vicinalis
- Anaea vicinia
- Anaea victoria
- Anaea wiegeliana
- Anaea xenica
- Anaea xenippa
- Anaea xenocles
- Anaea xenocrates
- Anaea zelica
- Anaea zikani